# Üçpınar, Canik
Üçpınar là một xã thuộc quận Canik, tỉnh Samsun, Thổ Nhĩ Kỳ. Dân số thời điểm năm 2010 là 275 người.